# 船底座V369
船底座V369，又名CP-57 3431，HD 91619、SAO 238182、HR 4147，是船底座的一颗恒星，视星等为6.14，位于銀經285.56，銀緯-0.05，其B1900.0坐标为赤經10h 29m 38.5s，赤緯-57° -0.05′ 28″。